# Mets Parni
Mets Parni (en arménien Մեծ Պառնի) est une communauté rurale du marz de Lorri en Arménie. En 2008, elle compte 1 975 habitants.